# سپینو دآدا
سپینو دآدا (به ایتالیایی: Spino d'Adda) یک کومونه در ایتالیا است که در استان کریمونا واقع شده‌است. سپینو دآدا ۱۹٫۹ کیلومتر مربع مساحت و ۶٬۸۵۱ نفر جمعیت دارد و ۸۴ متر بالاتر از سطح دریا واقع شده‌است.